# Ковалёв, Юрий Петрович
Юрий Петрович Ковалёв (азерб. Yuri Petroviç Kovalyov; 29 мая 1965, Геокчай — 3 октября 1991) — советский азербайджанский военнослужащий, сотрудник ОМОН МВД Азербайджана. Национальный герой Азербайджана.

## Биография
Юрий Ковалёв родился 29 мая 1965 года в русской семье в Геокчайском районе Азербайджанской ССР. В начале семидесятых годов семья Ковалёвых переезжает в Краснодар, вскоре, однако, возвратившись в Баку. В 1983—1985 годах проходит срочную службу в Прибалтике, в рядах воздушно-десантных войск СССР, позднее служил в Краснознамённой Каспийской флотилии, с 1990 года в структуре ОМОН МВД Азербайджана.
Участвовал в военных действиях в Карабахе и в близлежащих районах. Погиб в ходе выполнения очередной боевой задачи. После его гибели, тогдашний командир ОМОН Абиль Рзаев виня себя в произошедшем, ушёл в отставку.
Похоронен на Аллее шахидов в Баку.
Из воспоминаний сослуживца Ковалёва, Рогдая Караева:
… После той командировки была создана пятая рота, которую ещё называли «рыжая рота». Она состояла из жителей Азербайджана русской, украинской, еврейской, лезгинской национальностей, азербайджанцев, которые могли без акцента говорить по-русски и которые внешне могли сойти за славян. Первым старшим этой группы был знаменитый Юра Ковалёв, прозванный Юра Чёрный, а командиром – Олег Звенигородский. В нашу задачу входило проникновение под видом советских военнослужащих в тыл врага, где мы собирали информацию об имеющейся у армян технике, о численности личного состава бандформирований, и периодически совершали диверсии.

## Семья
Юрий был женат, оставил после себя двух дочерей Регину и Юлианну. Брат — известный азербайджанский футболист и тренер, глава русской общины одного из районов города Баку, Виталий Ковалёв.

## Память
Указом исполняющего обязанности президента Азербайджанской Республики Исы Гамбарова № 831 от 6 июня 1992 года старшине милиции Юрию Ковалёву за личное мужество и отвагу, проявленные во время защиты территориальной целостности Азербайджанской Республики и обеспечения безопасности мирного населения, было присвоено звание Национального героя Азербайджана (посмертно).
Именем Юрия Ковалёва названа бакинская средняя школа № 229, выпускником которой он являлся.

## Киновоплощения
Образ Юрия Ковалёва под именем «Юра Чёрный» представлен в посвящённом Ходжалинской резне азербайджанском фильме «Ходжа» (роль Юрия исполнил Азер Айдемир). Снимаются документальные фильмы.